# Каза Рекионе (Фрозиноне)
Каза Рекионе је насеље у Италији у округу Фрозиноне, региону Лацио.
Према процени из 2011. у насељу је живело 65 становника. Насеље се налази на надморској висини од 413 м.